# Equitazione ai Giochi della II Olimpiade - Chevaux de Selle
Il concorso di Chevaux de Selle ai Giochi della II Olimpiade fu disputato il 31 maggio 1900 in Place de Breteuil a Parigi.

## Classifica finale
| Pos. | Nome                                | Cavallo        |
| ---- | ----------------------------------- | -------------- |
| 1    | Louis Napoléon Murat                | The General    |
| 2    | Victor Archenoul                    | Retournelle    |
| 3    | Robert de Montesquiou               | Grey Leg       |
| 4    | Marcel Haëntjens                    | Mavourneen     |
| 5-51 | Maurice Jéhin                       | Biscuit        |
| 5-51 | René Alfred Robert de Quincey       | Cy Beau        |
| 5-51 | Roy                                 | Reine de Sabat |
| 5-51 | Louis de Champsavin                 | Terpsichore    |
| 5-51 | Elvira Guerra                       | Libertin       |
| 5-51 | Harold Dillon, XVII visconte Dillon | Duke d'Aoste   |
| 5-51 | Georges de Lagarenne                | Louqsor        |
| 5-51 | Hermann Mandl                       | Sconosciuto    |
| 5-51 | Georges Van Der Poele               | Sconosciuto    |
| 5-51 | Cordon                              | Sconosciuto    |
| 5-51 | Vigneulles                          | Sconosciuto    |
| 5-51 | Mathieu de Lesseps                  | Sconosciuto    |
| 5-51 | Élie de Polyakov                    | Sconosciuto    |
| 5-51 | Moulin                              | Sconosciuto    |
| 5-51 | altri 33 competitori                |                |